# Gypona melanota
Gypona melanota är en insektsart som beskrevs av Spångberg 1878. Gypona melanota ingår i släktet Gypona och familjen dvärgstritar. Inga underarter finns listade i Catalogue of Life.